# Grob G 115
De Grob G 115 is een lesvliegtuig dat wordt geproduceerd door het Duitse bedrijf Grob Aircraft. Het vliegtuig biedt plaats aan twee personen. Het toestel is vervaardigd uit koolstofvezel en is uitgerust met een niet-intrekbaar landingsgestel. De Grob G 115 vloog voor het eerst in 1985 en wordt gebruikt voor zowel civiele als militaire trainingsdoeleinden. Er zijn meer dan 370 toestellen in diverse uitvoeringen geproduceerd. Het vliegtuig werd in 2018 gebruikt in negen landen.